# Nganasanski jezik
Nganasanski jezik (ISO 639-3: nio; tavgijski), jedan od sjevernih samojedskih jezika, Uralska porodica, kojim govore Avam i Vadejev Samojedi na poluotoku Tajmir u Rusiji. Od 1 300 etničkih Nganasana ovim jezikom služi se oko 500 ljudi u selima Ust-Avam, Voločanka i Novaja. Postoje dva dijalekta (narječja), avamsko i hatangsko.

## Vanjske poveznice
- Ethnologue (14th)
- Ethnologue (15th)